# Castello di Baia
Das Castello Aragonese di Baia ist eine Renaissancefestung aus dem späten 15. Jahrhundert im Ortsteil Baia der Gemeinde Bacoli in der italienischen Region Kampanien. Die Festung wurde in 51 Meter Höhe auf einem Kap in den Phlegräischen Feldern  errichtet, das im Osten durch eine Tuffsteinklippe oberhalb des Golfes von Pozzuoli und im Westen durch eine tiefe Niederung geschützt ist. Letztere bildet den Überrest eines Kraters namens „Fondi di Baia“, der nach der Gelben Neapolitanischen Tufferuption entstand. Mit ihren Mauern, Gräben und Zugbrücken war die Anlage praktisch uneinnehmbar. Ihre Lage, von der aus sie den gesamten Golf von Pozzuoli bis nach Procida, Ischia und Cumae dominierte, ermöglichte eine sehr weitreichende Kontrolle der Gegend, durch die die Annäherung feindlicher Flotten verhindert werden konnte, die Truppen hätten anlanden, die in einer Überraschungsaktion nach Neapel marschieren hätten können.

## Geschichte
In altrömischer Zeit gab es auf dem Hügel einen Wohnkomplex, vielleicht „Caesars Landhaus“ (Tacitus versichert, dass das Landhaus von Caesar auf einer Höhe über dem Golf von Baia stand), dessen Reste zerstört und später in die heutige Festung integriert worden waren. Noch erhaltene Strukturen des Landhauses kann man um die Burg entlang der Küste und auf der Landseite in der Nähe des Sportplatzes sehen, während weitere kürzlich entdeckt und im Laufe der Restaurierungsarbeiten an den höchsten Teilen der Burg (Torre Cavaliere) und weiter unten, entlang der Hänge zum Meer nach deren Abjäten, ans Licht gebracht wurden.
Den Bau der Anlage leitete das Haus Aragón – zusammen mit zahlreichen weiteren Festungen des Königreiches Neapel – im Jahre 1495 ein, kurz vor der Invasion der Franzosen unter König Karl VIII., ein. Zur Projektierung des Verteidigungssystems und der einzelnen Festungen bediente sich König Alfons II. des Rates von Francesco di Giorgio Martini, des Architekten aus Siena, der für die neuen Techniken und Lösungen in der militärischen Verteidigung bekannt war. Von der ursprünglichen Architektur sind heute keinerlei Spuren mehr vorhanden.
Nach dem Ausbruch des Monte Nuovo 1538 leitete der spanische Vizekönig von Neapel, Pedro Álvarez de Toledo, im Rahmen seines generellen Programms zur Verteidigung der Küsten gegen Sarazenen- und Türkenüberfälle einen radikalen Umbau und eine Erweiterung der Festung ein, die 1550 beendet waren und aus der ihre heutige Sternform resultiert.
Die Anlage behielt ihre militärische Funktion über die Zeit des spanischen Vizekönigtums (1503–1707), der habsburgischen Herrschaft (1707–1734) und schließlich des bourbonischen Königreiches (1734–1860).
Im Krieg der Österreicher gegen die Bourbonen 1734 stark beschädigt wurde sie im Auftrag Königs Karl III. restauriert und endgültig befestigt.
In der Zeit der Parthenopäischen Republik (1799) versuchte eine englische Flotte, wenn auch vergeblich, die Burg den Franzosen und den neapolitanischen Republikanern, die sie beherrschten, zu entreißen.
Nach der Einigung Italiens (1861) fiel die Burg in langsamen Verfall und unaufhaltsame Vernachlässigung. Nachdem sie für militärische Zwecke nicht mehr zu gebrauchen war, wurde sie 1887 der Verwaltung durch verschiedene Ministerien unterstellt: Zuerst der des Marineministeriums, dann der des Innenministeriums und schließlich der des Verteidigungsministeriums.
1927 überantwortete sie der Staat mit dem Recht der dauernden Verwaltung dem königlichen militärischen Waisenhaus. Für diese neue Nutzung wurden in den Jahren 1927–1930 zahlreiche Umbauarbeiten durchgeführt, die unweigerlich zu Anbauten und Veränderungen führten.
Im Zweiten Weltkrieg diente die Burg als Militärgefängnis zur Internierung von Kriegsgefangenen.
Danach übernahm die Anlage erneut das militärische Waisenhaus bis 1975, dem Jahr der Auflösung dieser Institution. Nachdem die Burg dann an die Region Kampanien gegangen war, diente sie nach dem Erdbeben in der Irpinia 1980 teilweise einige Jahre lang erdbebengeschädigten Familien als Unterkunft.
1984 wurde sie endgültig der Soprintendenza Archeologica di Napoli e Caserta überantwortet, weil dort das Museo archeologico dei Campi Flegrei (dt.: Archäologisches Museum der Phlegräischen Felder) eingerichtet wurde.

## Bildergalerie

Die Westseite der Festung mit der Kuppel der Festungskapelle rechts der Bildmitte
Tor und Zugbrücke
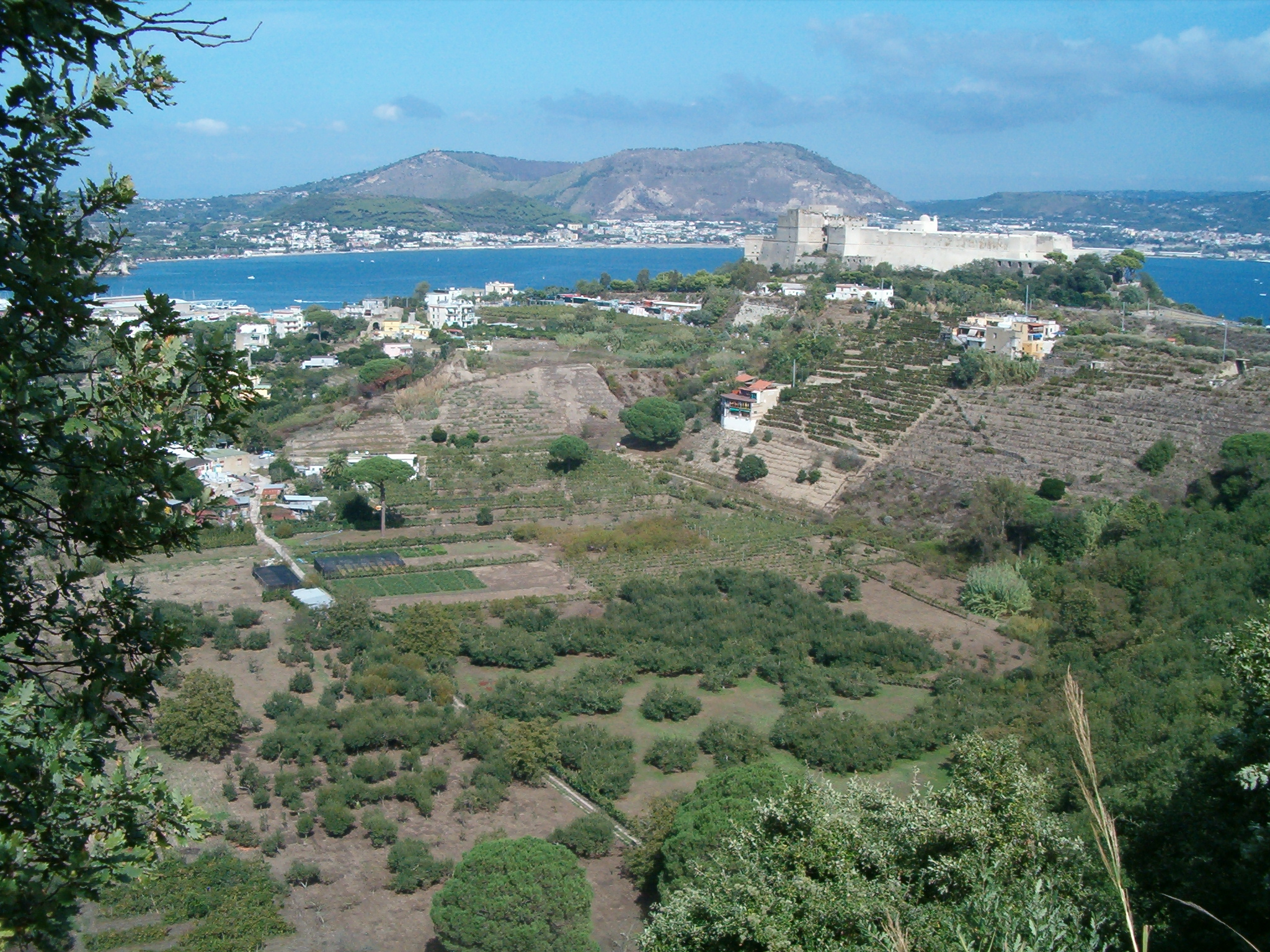
Die Festung am Rande des Vulkankraters Fondi di Baia, im Hintergrund der Vulkankegel des Monte Gauro
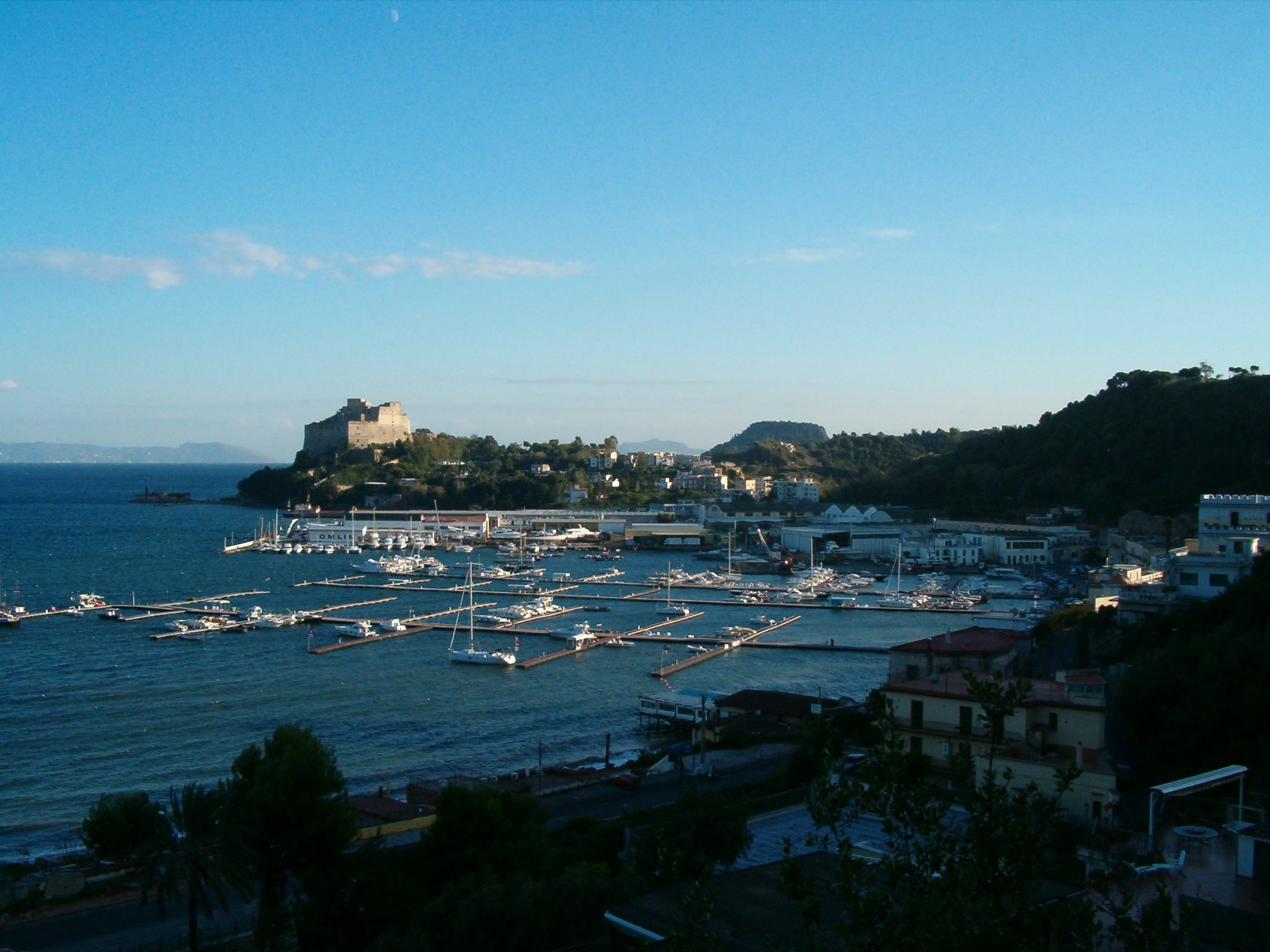
Die Burg an Hafen und Bucht von Baia

## Museo archeologico dei Campi Flegrei
Wegen ihrer relativ zentralen Lage zwischen den wichtigsten Ausgrabungsstätten der Phlegräischen Felder (in der Nähe der Therme von Baia und auf halbem Wege zwischen Cuma und Pozzuoli), die von den Terrassen und Bastionen aus sehen kann, wurde das Castello di Baia als Sitz des Museo archeologico dei Campi Flegrei gewählt. Dabei handelt es sich um topographische Dauerausstellung bedeutender Funde aus den Ausgrabungsstätten der Phlegräischen Felder. Die wenigen, bisher eingerichteten Säle zeigen: Das Sacellum der Augustales von Miseno, die Gipsplastiken aus den Thermen von Baia und das Nymphäum der Punta Epitaffio in Baia.